# Funny (roman)
Funny je roman slovenskega pisatelja Miha Mazzinija o zakonskem paru v težavah, ki odpotuje v Afriko, da bi našel rešitev zase, najde pa še vse kaj drugega.

## Vsebina
KARIN (50) se prične počutiti kot turist v lastnem življenju. Vsakodnevne rutine opazuje kot eksotične običaje in njen mož LEON (50) opazi, da je nekaj narobe šele, ko se Karin loti preštevanja vseh predmetov, kar jih imata. Leon ne ve, kaj bi storil. Boji se, da Karin izgublja razum, boji se, da ga ne in se mu samo odtujuje, boji se, da bodo zadeve ostale take in boji se sprememb. Karin niha med odtujenostjo in poskusom navezovati stika z Leonom, obsesivno pa prične gledati TV novice o imigrantih, ki v čolnih prihajajo iz Afrike. Leon opazi, da se počasi postaja odmaknjena, a osredotočena, zasleduje jo in vidi, da se dobiva z ženskami, ki jih le bežno pozna.
Karin pove, da gre v Afriko, videti hoče drugačna življenja, drugačne ljudi. Leon jo komaj pregovori, da odpotujeta skupaj ...

## Ocene
- »Funny je z dobro mero prefinjenega humorja in zdrave ironije začinjena zgodba o sodobni družini, ki se je z leti, tako kot še mnogo drugih, kratko malo izgubila.«[1]
- »Funny je kljub perečim temam, ki jih problematizira, izjemno dobro napisan roman, ki nedvomno predstavlja enega vrhuncev letošnje že sicer visoke romaneskne mere.« (Jasna Lasja, revija Literatura št. 340, oktober 2019, letnik XXXI)[2]
- »Prav na živce mi je šla. [...] precej moreča pripoved.[...] Ko sem po res dolgem tuhtanju zapisala tole, pa me je obšlo, da je Mazziniju z romanom Funny vendarle uspelo pošteno razburkati bralca, čeprav bolj kot hahljanje vzbuja nelagodje in odpor. Ki se vsekakor vtisneta v spomin.« (Katarina Mahnič, Radio ARS, 23. dec. 2019)[3]